# Osinaličky
Osinaličky jsou osada a část obce Medonosy v okrese Mělník ve Středočeském kraji. Statisticky je vedena jako díl 2 základní sídelní jednotky Nové Osinalice v katastrálním území Osinalice. Nachází se asi jeden kilometr jihovýchodně od Medonos, na levém břehu Liběchovky souběžně se silnicí silnice I/9.

## Historie
První písemná zmínka o vesnici pochází z roku 1790.

## Obyvatelstvo
Při sčítání lidu v roce 1921 v osadě žilo patnáct obyvatel (z toho šest mužů) německé národnosti a římskokatolického vyznání. Podle sčítání lidu z roku 1930 měla vesnice čtrnáct obyvatel s nezměněnou národnosti a náboženskou strukturou.
| Rok            | 1869 | 1880 | 1890 | 1900 | 1910 | 1921 | 1930 | 1950 | 1961 | 1970 | 1980 | 1991 | 2001 | 2011 | 2021 |
| -------------- | ---- | ---- | ---- | ---- | ---- | ---- | ---- | ---- | ---- | ---- | ---- | ---- | ---- | ---- | ---- |
| Počet obyvatel | 28   | 27   | 16   | 17   | 13   | 15   | 14   | 4    | 0    | 0    | 0    | 0    | 3    | 2    | 2    |
| Počet domů     | 6    | 5    | 5    | 4    | 4    | 4    | 4    | 3    | 0    | 0    | 0    | 0    | 1    | 0    | 1    |

## Popis

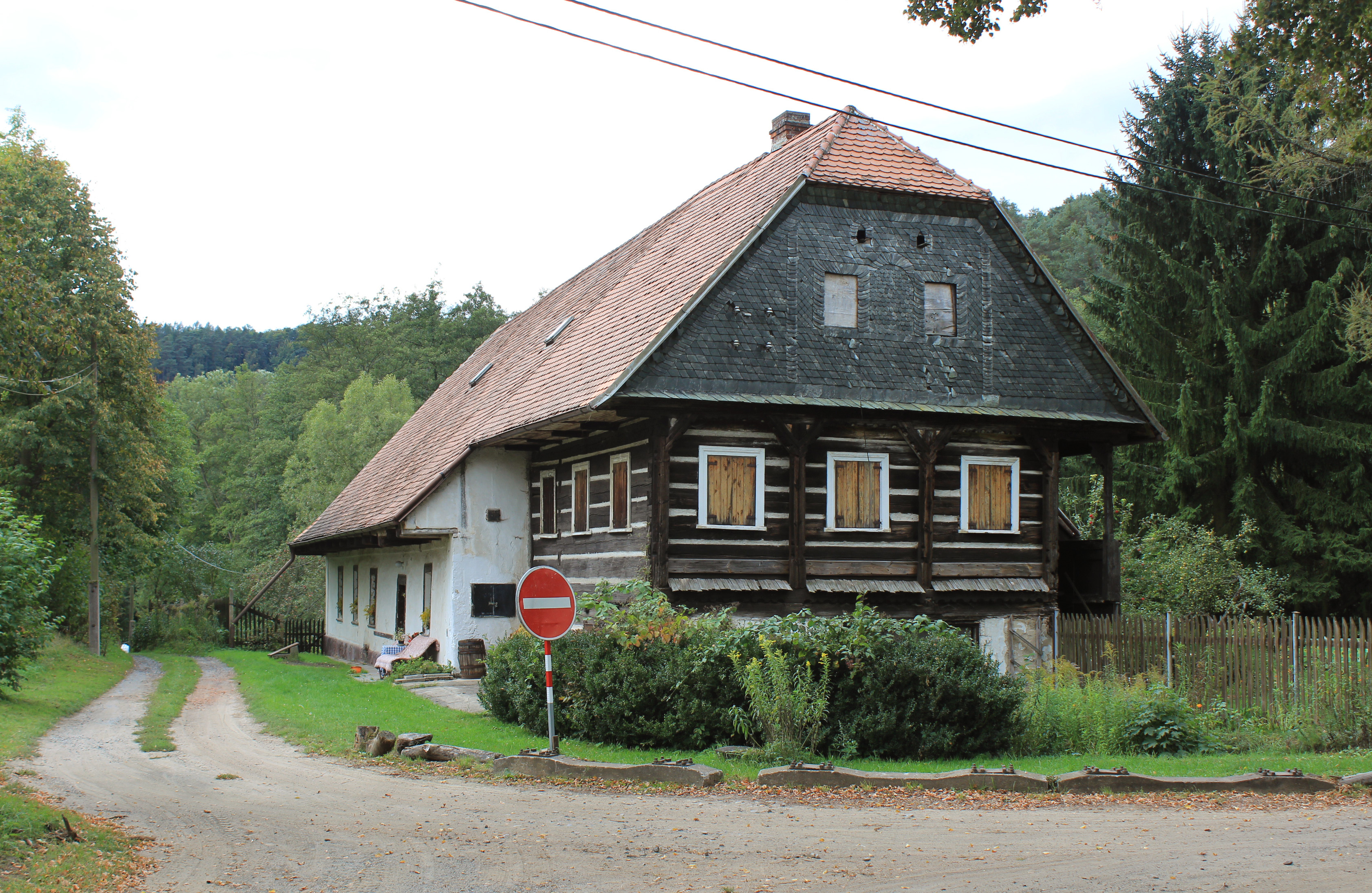
Bývalý vodní mlýn u cesty na levém břehu Liběchovky

K části Osinaličky je přiřazeno 5 až 7 adres, respektive jedno až dvě čísla popisná (176, někde též 5) a 4 až 5 čísel evidenčních (167, 168, 169, 177, někde též 134). Trvale zde žijí tři obyvatelé. Domy če. 168 a 167 se nacházejí v blízkosti domů čp. 2 a če. 134 a 148 příslušejícím k části Medonosy, domy čp. 176 a če. 169 a 177 stojí o něco jižněji, v blízkosti domu čp. 31 příslušejícího již k části Chudolazy. Identita domů če. 134 a čp. 5 je nejasná, v mapě registrů CZSO nejsou zakresleny, RÚIAN přiřazuje adresu Osinaličky čp. 5 stejnému domu jako adresu Medonosy čp. 5 a adresu Osinaličky če. 134 stejnému domu jako adresu Medonosy če. 134.
Autobusová zastávka „Medonosy, Osinaličky“ a skupina domů kolem ní, která je v některých mapách označována jako Osinaličky (čp. 2, 3, 4, 5, 6, 7, 8, 9, 11, 14, 76, 147 a če. 134, 148, 149, 151), příslušejí evidenčně i katastrálně k části Medonosy. Hranice části Osinaličky je jihovýchodně od čp. 2.
Databáze kulturních památek MonumNet k části Osinaličky přiřazuje památky s čp. 7, 8, 9, 11 a 13, avšak podle parcelních čísel jde ve všech případech o domy v části Nové Osinalice.

## Obecní správa
Při sčítání lidu v letech 1850–1960 Osinaličky byly osadou obce Osinalice, se kterým patřily nejprve do okresu Dubá, ale v roce 1950 v okrese Doksy a od roku 1960 v okrese Mělník. Od 1. července 1960 do 31. prosince 1979 byly částí obce Vidim v okrese Mělník. Od 1. ledna 1980 do 31. prosince 1992 byly částí obce Želízy v okrese Mělník. Od 1. ledna 1993 jsou částí obce Medonosy v okrese Mělník.

## Pamětihodnosti
- Vodní mlýn